# Saab 202
Saab 202, egentligen flygplan 202 (förkortat fpl 202), var ett experimentflygplan för att testa utformningen av Saab 32:s pilvinge baserat på prototypen för Saab 91 Safir. Planet var försett med en nerskalad Lansen-vinge och användas bland annat för att testa vingens lågfartsegenskaper.
Det modifierades ursprungligen för utprovning av Saab 29 Tunnans pilvinge som flygplan 201 (Saab 201) och försågs då med en Tunnan-vinge i halv storlek. Efter testperioden med Saab 29:s vingar byggdes planet om för liknande test inför Saab 32 Lansen. Flygplanet var då utrustat med en starkare motor och ombetecknades flygplan 202 (fpl 202).
Numret 200 står för experimentflygplan medan 01 och 02 är löpnummer; jämför med flygplan 210 (Saab 210). Numret 300 står likaså för experimentrobot (jämför robot 330), 400 för experimentsvävare (jämför Saab 401(en)). Nummerserien 600 och 800 ska även stundom brukats för vissa arméprovplan (jämför spaningsplan 601 och flygplan 801).